# زیتون‌بلی (یومورتالیک)
زیتون‌بلی {{ترکی|Zeytinbeli) (به ارمنی: Զեյթուն) یک منطقهٔ مسکونی در ترکیه است که در یومارتالیک واقع شده‌است.